# Visto para sentencia
Visto para sentencia es una serie española de televisión, emitida por TVE en 1971.

## Argumento
La serie, al estilo de la famosa serie norteamericana Perry Mason, ofrecía una dramatización de procesos judiciales, basados en hechos reales ocurridos en España. Pretendía, además, acercar el sistema de tribunales español a los ciudadanos.

## Reparto
- Javier Escrivá ... Fiscal Luque
- Fernando Delgado
- José María Escuer
- Francisco Pierrá ... El juez

## Listado de episodios
- La prima Angustias - 26 de abril de 1971
  - Estanis González
  - María Isabel Pallarés
  - Antonio Puga
  - Manuel Salgueró
  - Ángel Terrón

- Un testigo inoportuno - 3 de mayo de 1971
  - Lola Cardona
  - Arturo López
  - Sergio Mendizábal
  - Carmen Robles
  - José Sancho
  - Ricardo Tundidor

- El seductor - 10 de mayo de 1971
  - Carlos Ballesteros
  - Almudena Cotos
  - Ricardo Merino
  - Mari Carmen Prendes

- La mala suerte - 17 de mayo de 1971
  - Florinda Chico
  - Joaquín Molina
  - Venancio Muro
  - Enrique Vivó

- Secuestro - 24 de mayo de 1971
  - Emilio Gutiérrez Caba
  - Lola Losada

- La deliciosa muerte - 28 de junio de 1971
  - Valeriano Andrés
  - Gemma Arquer
  - Estanis González
  - Rosa Luisa Goróstegui
  - Pilar Puchol
  - Sagrario Sala
  - Asunción Villamil

- Don Martíny Don Fabián - 5 de julio de 1971
  - Mary Delgado
  - Carmen Fortuny
  - José Franco
  - Amparo Martí
  - Salvador Orjas

- Los zapatos de Cenicienta - 12 de julio de 1971
  - Antonio Casas
  - Nela Conjiu
  - Gloria Muñoz
  - Lorenzo Ramírez

- Chantaje - 2 de agosto de 1971
  - Maite Blasco
  - Fernando Cebrián
  - Álvaro de Luna
  - Manuel Peiró
  - Luis Prendes
  - Francisco Sanz
  - Ángel Terrón
  - Maite Tojar

- Celos - 9 de agosto de 1971
  - Álvaro de Luna
  - Manuel Galiana
  - Luis Prendes

- La segunda perla - 16 de agosto de 1971 
  - Carlos Ballesteros
  - Antonio Cintado
  - Fiorella Faltoyano
  - Fabio Leon
  - Ricardo Merino
  - Rafael Navarro

- Después de la juerga - 23 de agosto de 1971
  - Ricardo Merino
  - Luis Prendes

## Premios
- Antena de Oro (1971)